# Cantonul Draveil
Cantonul Draveil este un canton din arondismentul Évry, departamentul Essonne, regiunea Île-de-France, Franța.

## Comune
| Comune  | Populație (1999) | Cod poștal | Cod INSEE   |
| ------- | ---------------- | ---------- | ----------- |
| Draveil | 28.491 hab.      | 91210      | 91 2 29 201 |